# Bijoux, hot-dogs et tasses de thé
Pour les articles homonymes, voir The Man Upstairs.
Pour plus de détails, voir Fiche technique et Distribution.
Bijoux, hot-dogs et tasses de thé (The Man Upstairs) est un téléfilm américain réalisé par George Schaefer en 1992.

## Synopsis
Pendant Noel , le cambrioleur devint l'invité de la vieille dame.

## Fiche technique
- Titre : Bijoux, hot-dogs et tasses de thé
- Titre original : The Man Upstairs
- Réalisateur : George Schaefer
- Producteurs : Dann Cahn (producteur associé), John Philip Dayton (producteur exécutif), Lamar Jackson (producteur exécutif), James Prideaux, Burt Reynolds (producteur exécutif), George Schaefer et Renée Valente
- Société de production : Burt Reynolds Productions
- Scénario : James Prideaux
- Musique : Billy Goldenberg
- Photographie : Walter Lassally
- Montage : Dann Cahn
- Direction artistique : Trevor Williams
- Décors : Elizabeth Wilcox
- Costumes : Noel Taylor
- Pays d’origine :  États-Unis
- Langue : anglais
- Genre : Comédie dramatique
- Format : Couleur - 35 mm - 1,33:1 - Son : Stéréo
- Durée : 91 minutes
- Date de diffusion :  États-Unis : 6 décembre 1992

## Distribution
- Katharine Hepburn (VF : Jacqueline Porel) : Victoria Brown
- Ryan O'Neal (VF : Nicolas Marié) : Mooney Polaski
- Henry Beckman (VF : Jacques Richard) : le shérif
- Helena Carroll (VF : Jane Val) : Molly
- Brenda Forbes (VF : Françoise Fleury) : Cloris
- Lawrence King : Roy
- Tom McBeath (VF : Joël Martineau) : le prêtre
- Sam Malkin : le propriétaire du magasin
- Florence C. Paterson (VF : Lisette Lemaire) : Mme Porter
- Robert Wisden (VF : Jean-Luc Kayser) : le maire
- Kelli Fox : Suzy
- James Bell : Bull
- Kevin Conway : Andy
- Brent Stait : Mort
- Kevin McNulty : l'interrogateur
- Roark Critchlow : le leader des Boy Scouts
- Teryl Rothery : la présentatrice
- Linden Soles : le présentateur